# Hetedhét játékmúzeum
A Moskovszky család - dr. Moskovszky Éva, a Magyar Nemzeti Múzeum nyugalmazott könyvtárosa és édesanyja, Moskovszky Lajosné Auer Erzsébet - 70 év alatt kitartó munkával gyűjtötte össze a Székesfehérváron található Babamúzeum (jelenlegi nevén Hetedhét Játékmúzeum) kiállításának anyagát. Régi babák, letűnt korok játékai között az érdeklődők újra átélhetik gyermekkorukat: a tárlat egy „valós mesevilágba” kalauzolja a látogatókat.

## Moskovszky Éva (1925-2010)
Dr. Moskovszky Éva annak idején a Pázmány Péter Tudományegyetemen a latin és a történelem mellett régészetet és művészettörténetet is hallgatott, és később már tudományos szinten foglalkozott játéktörténettel, a táblás játékok történetével, illetve "babaológiával".
A hazai múzeumok játékkiállításai is az Ő úttörő kezdeményezése (pl. az 1968-as Játékok című kiállítást is ő rendezte a Nemzeti Múzeumban), az ország egyik legnagyobb szakértőjeként tevékenykedett. Kiváló kapcsolatokat ápolt a „babaológia” világhírű kutatóival. Évente tartott babatörténeti előadásait az érdeklődők Székesfehérvárott, a múzeum és az Ő születésnapját együtt ünneplő konferenciákon és Győrben a Családi Intézetben rendezett évenkénti Babakonferencián hallgathatták. Sors és játék című 2004-ben megjelent könyvében a társasjátékok, a dobókocka sok évezredes történetéről olvashatunk.
Gyűjteménye 1996-ban volt megtekinthető először Székesfehérváron, ami aztán Illyés Endréné Ötvös Tünde, a megyei múzeum akkori főrestaurátora segítségével két év múlva állandó helyet kapott az egykori megyeháza épületében és megnyílhatott a Fehérvári Babaház - Moskovszky-gyűjtemény. A kiállítás (mely mára több mint 4000 darabot számlál) a nemrég felújított Hiemer-Font-Caraffa műemléképületbe költözött, és a Székesfehérvári Önkormányzat üzemelteti.

## A múzeum "lakói"
A több mint hetven, berendezett babaszoba-enteriőr  a  18-19. századi életbe enged bepillantást. A legújabb darabok az 1930-as években készültek, míg a legrégebbi babák és játékok az 1700-as évek babakészítő mestereinek munkai. A gyűjtemény egyik legértékesebb darabja egy Napóleon korából származó pólyás, aminek életkorát a hajviselete alapján határozták meg. A szobabelsők berendezésénél nem volt cél a stílustörténeti egység, sokkal inkább a harmóniára, a szobák „történetmutatására” törekedtek. A babák pedig saját névvel rendelkeznek: Mimi, Brigitta, Georgina, Estella, Gizella, Szilvia, Leonitine, Valentine és a többiek együtt ünneplik névnapjukat a látogatókkal.

## Hol is készült?
Az 1840-es évektől kezdve foglalkoztak a porcelángyárak babafejek gyártásával, főleg Németországban és Franciaországban: a babaszobákhoz tartozó porcelán- és cserépedény babaszervizek nagy európai gyárakban (Meissen, Bécs, Ludwigsburg, Sèvres, Limoges, Schlaggenwald, Karlsbad) készültek.
1860 és 1890 között Franciaországban a legújabb francia divatnak megfelelően öltöztették az ideálképeknek megfelelő hölgybabákat, fejüket pedig Németországban gyártották, amiket ők illesztettek a testükhöz. A 19. század végének német cégei azonban már valódi személyekről mintázták babáikat: a Kämmer és Reinhardt cég így védethette le a karakterbaba kifejezést 1909-ben. A kiállításon is megtekinthető a cég "Mein Liebling" nevet viselő sorozatából Panci és Hans, akit Reinhardt gyáros unokájáról mintáztak, valamint a "királyi sorozatból" Marie és Walter.

## Fehérvár, a kiállítás helyszínének tiszteletére
A kiállítás egyik különleges darabja a fehérvári babautca, ahol könnyen ráismerhet a látogató Székesfehérvár történelmi épületeinek makettszerű mására. A „babaváros” élete ugyanúgy „zajlik”, mint a fehérvári polgároké: egyesek sétálnak, vagy a kalapüzletben válogatnak, mások a parkokban ücsörögnek, a gyerekek pedig iskolába járnak.  A parkban látható egy csokoládéautomata is, amelyet Budapesten elsőként a Stollwerck cég helyezett üzembe az 1900-as évek legelején.

## Interaktív kiállítás
A kiállítás emeleti részén többek között egy a látogatók által saját „játszótérként” is működtethető óriási terepasztal foglal helyet: az 1901-ben készült nürnbergi óraműves mozdonyt az érdeklődők is elindíthatják. A terepasztal központi eleme egy vár, de láthatunk itt csatahajókat és tengeralattjárókat is.